# Oliver Schmidt
Oliver Schmidt (Brachelen, 1972) è un giornalista tedesco di ambito sportivo. È commentatore di incontri di calcio per la rete televisiva ZDF.

## Carriera
Agli inizi degli anni Novanta Schmidt lavorava a Erkelenz, in una testata locale come giornalista di ambito calcistico. Dal 1995 ha iniziato a collaborare con ZDF, rete televisiva statale tedesca, dove dal 1998 al 2004 fu giornalista fisso, intervistatore e commentatore a campionati mondiali e europei di calcio. Dal 2010 fa parte del team di commentatori della ZDF per le partite delle fasi finali di mondiali e europei, lavorando anche con Béla Réthy per altri incontri della Nazionale di calcio tedesca. Dal 2012 commenta anche partite della UEFA Champions League.
Dal 2006 ha lavorato per le redazioni di das aktuelle sportstudio.